# Крижова Вес
Крижова Вес (словац. Krížová Ves) — село в Словаччині, Кежмарському окрузі Пряшівського краю. Розташоване на півночі східної Словаччини в Попрадській угловині на західному підніжжі Левоцьких гір.
В селі є готичний римо-католицький костел з кінця 13 століття та дерев'яний протестантський костел з кінця 18 століття.

## Історія
Вперше село згадується у 1290 році.

## Населення
| Рік:            | 1994. | 2004.    | 2014.    | 2024.    |
| --------------- | ----- | -------- | -------- | -------- |
| Кількість осіб: | 1480  | 1719     | 2121     | 2424     |
| Різниця:        |       | +16,14 % | +23,38 % | +14,28 % |

| Рік:            | 2023. | 2024.   |
| --------------- | ----- | ------- |
| Кількість осіб: | 2380  | 2424    |
| Різниця:        |       | +1,84 % |

В селі проживає 1996 осіб.
Національний склад населення (за даними останнього перепису населення — 2001 року):
- словаки — 89,40 %
- цигани — 10,04 %
- чехи — 0,19 %
- німці — 0,12 %
- угорці — 0,06 %
- поляки — 0,06 %

Склад населення за приналежністю до релігії станом на 2001 рік:
- римо-католики — 86,86 %,
- протестанти — 4,65 %,
- греко-католики — 0,19 %,
- православні — 0,12 %,
- не вважають себе віруючими або не належать до жодної вищезгаданої церкви — 2,79 %